# Scinax x-signatus
La ranita X (Scinax x-signatus) es una especie de anfibios de la familia Hylidae.
Habita en Brasil, Colombia, Guayana, Surinam y Venezuela.
Sus hábitats naturales incluyen bosques tropicales o subtropicales secos y a baja altitud, sabanas secas y húmedas, lagos de agua dulce, marismas de agua dulce, corrientes intermitentes de agua, pastos, plantaciones, jardines rurales y zonas previamente boscosas ahora muy degradadas.